# 瓦金斯克區

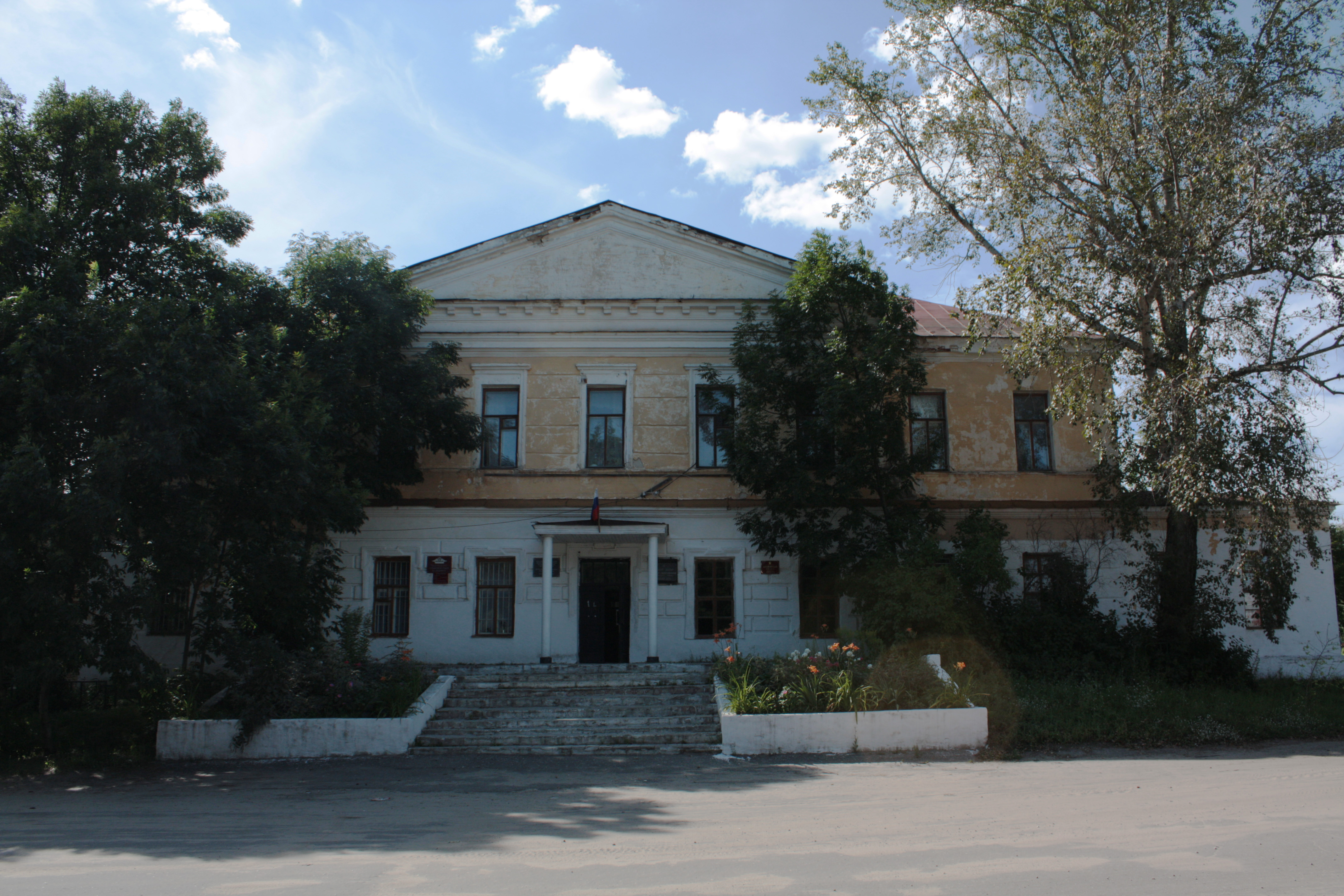

53°41′30″N 43°03′00″E / 53.69167°N 43.05000°E
瓦金斯克區（俄语：Вадинский район），是俄羅斯的一個區，位於該國西南部，由奔薩州負責管轄，面積1,040平方公里，2010年該地區人口9,807，人口密度每平方公里9.43人。